# Искупители
Искупители (англ. Redeemers) — политическая коалиция на юге США в эпоху Реконструкции, последовавшую за гражданской войной. Они были представителями южного крыла демократической партии и стремились вернуть себе политическую власть, поддерживая превосходство белой расы. Искупители стремились свести на нет достижения республиканцев по достижению социального прогресса на юге путём освобождения рабов и предоставления им избирательного права и сместить с руководящих позиций радикальных республиканцев и поддерживавшую их коалицию вольноотпущенников, «саквояжников» и «скалавагов». Искупители смогли одержать победу над республиканцами и смогли добиться лишения афроамериканцев большинства их прав. Они доминировали в политике Юга в большинстве регионов с 1870-х по 1910 год.
После гражданской войны демократы юга потеряли свою политическую власть, а реконструкция принесла в южное общество серьёзные перемены в расовом и политическом плане, предоставив новые юридические и политические права чернокожему населению, что привело к негативной реакции со стороны многих белых южан. В 1866 году ветераны Конфедерации создали Ку-клукс-клан, но встретили сопротивление федерального правительства и президента Улисса Гранта, который издал Законы о клане, направленные на ограничение его деятельности и обеспечение соблюдение четырнадцатой поправки к Конституции и соблюдение закона о гражданских правах 1866 года. Множество образованных чернокожих переехало на Юг, чтобы работать на Реконструкцию. Некоторые из них были избраны на государственные должности в южных штатах или назначены на должности. Правительства Реконструкции были непопулярны среди многих белых южан, которые не желали смириться с поражением и продолжали любыми способами препятствовать политической активности чернокожих.
В 1875 году лидеры южных демократов изменили свой подход к борьбе с реконструкцией и сосредоточились на «Плане Миссисипи», призванном помешать участию чернокожего населения в политике. Демократы пытались подрывать власть республиканцев на каждом шагу, прибегая к насилию (например, известная военизированная группировка «красные рубашки») и фальсификациям на выборах. Так, в 1871 году губернатор Северной Каролины Уильям Вудс Холден был подвергнут импичменту за борьбу с Ку-клукс-кланом (в 2011 году законодательное собрание штата принесло извинения за это). Постепенно правительства республиканцев пали под натиском искупителей. После выборов 1876 года и компромисса 1877 года республиканцы согласилась вывести федеральные войска с Юга, положив конец эпохе реконструкции. Искупители смогли ввести систему сегрегации, которая просуществовала еще почти 100 лет.